# 邢来顺
邢来顺（1963年2月—），安徽当涂人，享受国务院特殊津贴专家，华中师范大学教授。

## 生平
先后就读于安徽师范大学、东北师范大学和武汉大学，分别获历史学学士、硕士和博士学位。曾在德国杜塞尔多夫大学、柏林自由大学作访问学者。1988年起任教于华中师范大学，现任华中师范大学历史文化学院教授、博士生导师。
主要从事德国史和欧洲近现代史研究工作。主持国家社科基金重大项目、重点项目等项目多项，发表学术论文80余篇。

## 社会兼职
中国史学会理事，中国德国史研究会名誉会长，中国世界近代现代史研究会副会长，湖北省世界史学会会长。

## 著作
- 《德国精神》（1998年，长江文艺出版社）
- 《迈向强权国家》（2002年，华中师范大学出版社）
- 《德国工业化经济-社会史》（2003年，湖北人民出版社）
- 《德国文化解读》（2005年，济南出版社）
- 《德国：从统一到分裂再到统一》（合著）（2005年，三秦出版社）
- 《德国贵族文化史》（2006年，人民出版社）
- 《联邦德国的文化政策与文化多样性研究》（合著）（2017年，中国社会科学出版社）
- 《德国通史（全六卷）》（主编）（2019年，江苏人民出版社）